# Dê Alpine Anh
Dê Alpine Anh là một giống dê nhà phát triển vào đầu những năm 1900. Một con dê Alpine Anh có tiêu chuẩn là lông màu đen đi kèm với các hoa văn của dê Thụy Sĩ. Một giống dê nổi tiếng khác có các hoa văn này là dê Toggenburg, và giống được phát triển từ Toggenburg, dê Landrace Anh, và các giống dê liên quan đến dê Nubian. Dê Alpine Anh là một "nhà sản xuất" sữa dê chất lượng cao, và giống này có thể được tìm thấy ở nhiều nhà sữa dê như một giống dê được chăn nuôi để vắt sữa. Những con dê giống này có khả năng cho con bú kéo dài, đôi khi thậm chí kéo dài gần hai năm.